# Pinole

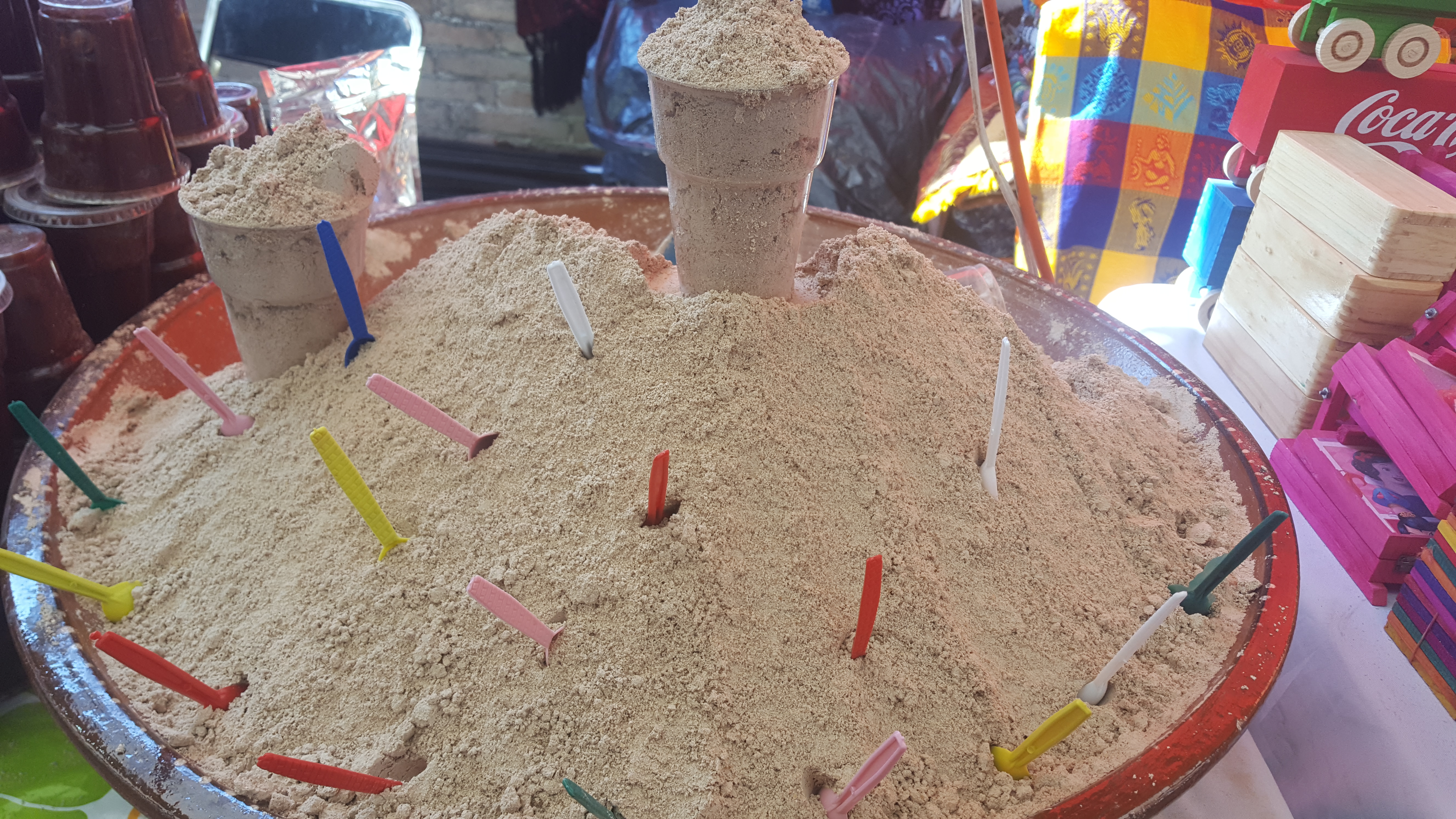
Pinole.

El pinole o pinol es un alimento americano de origen prehispánico. Esta harina puede consumirse sola, como dulce; o bien servir como base para una bebida del mismo nombre, que se bebe fría o caliente. En este caso, se suele condimentar con cacao, canela o anís. 
Tiene sabor como a palomitas de caramelo en polvo. Alternativamente puede fermentarse para producir tejuino, una bebida originaria de México, que cuenta con un bajo o nulo grado alcohólico y se suele beber con limón, sal y chile piquín.
En otros países de América Latina existen diversos productos similares.
En Nicaragua, el llamado pinolillo se considera la bebida típica nacional por excelencia y los mismos nicaragüenses usan el término ”pinolero” como gentilicio coloquial con orgullo, por ejemplo en frases como "¡Soy tan nica como el pinol!" o cuando afirman "¡Soy puro pinolero, nicaragüense por gracia de Dios!".
En Ecuador, Bolivia y Perú, bajo el nombre de pinol, también ha encontrado aceptación, con algunas variaciones. 
En Venezuela se conoce como fororo,y es muy consumida en todo el territorio, en Venezuela se consume como una bebida caliente espesa o en polvo con leche y azúcar, y aunque se han visto arepas de esta harina no son muy cotizadas, ni consumidas.
En Colombia se conoce como chancarina, en la zona cafetera se solía vender a la salida de los colegios como una golosina para niños. También se suelen hacer con ella jugos para niños.

## Historia
La palabra "pinole" proviene del término pinolli (del náhuatl: maíz molido y tostado). En el México prehispánico, era un ingrediente usado para fortificar bebidas, sobre todo durante los largos viajes a pie. En el siglo XVI, con la conquista, los españoles usaron el azúcar de caña traído de las Antillas para endulzar lo que ellos consideraban una bebida poco apetecible, terminando de darle forma al pinole que se conoce en la actualidad.

## Preparación

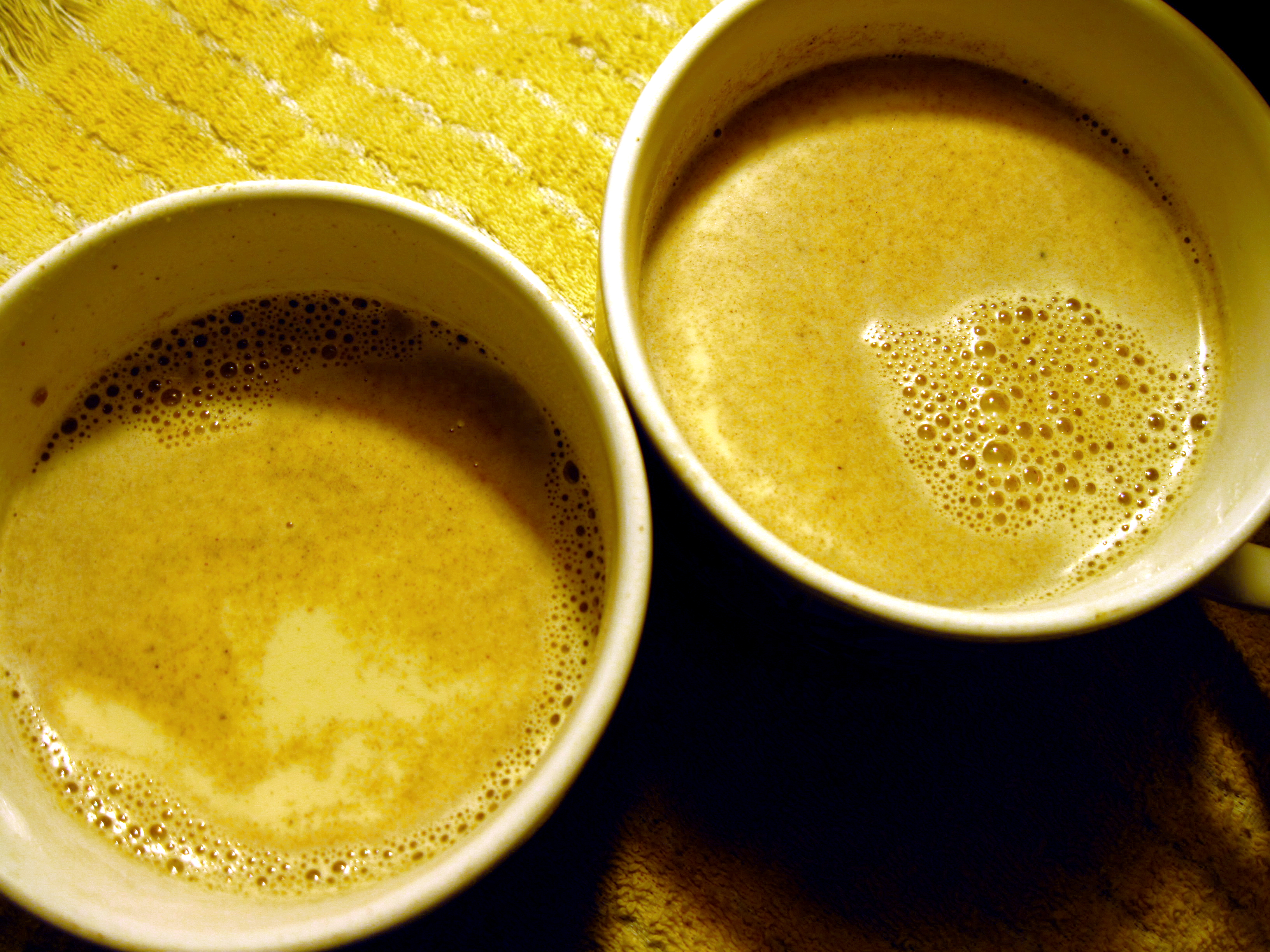
Dos vasos con mezcla de pinole en leche caliente, mezclados de manera casi homogénea. Restos del polvo de pinole flotan en la superficie de la leche.

Por lo general se usan granos enteros de maíz, aunque existen variantes modernas que emplean chía o quinoa. Los granos se tuestan y muelen, para después añadir el azúcar o piloncillo. En Sudamérica se suele emplear máchica, una harina de cebada tostada. Para elevar el valor nutricional, se puede agregar amaranto o garbanzo.
Este polvo se usa para adicionar una bebida a base agua, jugo de fruta, leche de vaca o de soya. El procedimiento es similar al que se utiliza para hacer leche chocolatada, simplemente mezclando los ingredientes. Según el gusto del consumidor, se pueden agregar varias especias, como cacao, canela o anís.
El pinole también sirve para la preparación de postres, o bien para consumirse solo o con queso. En estos casos entra en la categoría del gofio, un término más amplio que describe diversas harinas de cereales tostados, importantes por su alto contenido calórico en épocas de escasez o para largas travesías.

## Cultura popular
En pinole se menciona en algunos proverbios mexicanos:
- No se puede chiflar y comer pinole. Describe las circunstancias en las cuales las personas desean realizar a la vez dos actividades incompatibles.[11]

- El que tiene más saliva, traga más pinole. Quien es más listo y hábil, puede sacar mayor ventaja de las cosas y circunstancias.[12]

- ¡Con qué poquito pinole toses! Quien con muy poca molestia se queja.<ref>Academia Mexicana de la Lengua. «Resultados sobre el término saliva». Archivado desde el original el 13 de septiembre de 2016. Consultado el 9 de noviembre de 2009.